# This Is Us – Das ist Leben/Episodenliste

Logo zur Serie

Diese Episodenliste enthält alle Episoden der US-amerikanischen Dramaserie This Is Us – Das ist Leben, sortiert nach der US-amerikanischen Erstausstrahlung. Die Fernsehserie umfasst sechs Staffeln mit 106 Episoden.

## Übersicht
| Staffel | Episodenanzahl | Erstausstrahlung USA | Erstausstrahlung USA | Deutschsprachige Erstausstrahlung | Deutschsprachige Erstausstrahlung |
| Staffel | Episodenanzahl | Staffelpremiere      | Staffelfinale        | Staffelpremiere                   | Staffelfinale                     |
| ------- | -------------- | -------------------- | -------------------- | --------------------------------- | --------------------------------- |
| 1       | 18             | 20. September 2016   | 14. März 2017        | 23. Mai 2017                      | 22. August 2017                   |
| 2       | 18             | 26. September 2017   | 13. März 2018        | 30. Januar 2018                   | 4. Juli 2018                      |
| 3       | 18             | 25. September 2018   | 2. April 2019        | 24. März 2019                     | 19. Mai 2019                      |
| 4       | 18             | 24. September 2019   | 24. März 2020        | 23. Februar 2021                  | 23. Februar 2021                  |
| 5       | 16             | 27. Oktober 2020     | 25. Mai 2021         | 6. September 2021                 | 6. September 2021                 |
| 6       | 18             | 4. Januar 2022       | 24. Mai 2022         | 1. Juni 2022                      | 28. September 2022                |

## Staffel 1
| Nr. (ges.) | Nr. (St.) | Deutscher Titel        | Originaltitel                         | Erstausstrahlung USA | Deutschsprachige Erstausstrahlung (CH) | Regie                      | Drehbuch                                       | Zuschauer (USA) |
| ---------- | --------- | ---------------------- | ------------------------------------- | -------------------- | -------------------------------------- | -------------------------- | ---------------------------------------------- | --------------- |
| 1          | 1         | Happy Birthday         | Pilot                                 | 20. Sep. 2016        | 23. Mai 2017                           | John Requa & Glenn Ficarra | Dan Fogelman                                   | 10,07 Mio.      |
| 2          | 2         | Show Business          | The Big Three                         | 27. Sep. 2016        | 23. Mai 2017                           | Ken Olin                   | Dan Fogelman                                   | 8,75 Mio.       |
| 3          | 3         | Kyle                   | Kyle                                  | 11. Okt. 2016        | 30. Mai 2017                           | John Requa & Glenn Ficarra | Dan Fogelman                                   | 9,87 Mio.       |
| 4          | 4         | Das magische T-Shirt   | The Pool                              | 18. Okt. 2016        | 6. Juni 2017                           | John Requa & Glenn Ficarra | Dan Fogelman & Donald Todd                     | 9,71 Mio.       |
| 5          | 5         | Spiel des Lebens       | The Game Plan                         | 25. Okt. 2016        | 13. Juni 2017                          | George Tillman             | Joe Lawson                                     | 8,68 Mio.       |
| 6          | 6         | Das wahre Gesicht      | Career Days                           | 1. Nov. 2016         | 20. Juni 2017                          | Craig Zisk                 | Bekah Brunstetter                              | 8,48 Mio.       |
| 7          | 7         | Rivalen                | The Best Washing Machine in the World | 15. Nov. 2016        | 27. Juni 2017                          | Silas Howard               | K.J. Steinberg                                 | 9,50 Mio.       |
| 8          | 8         | Bittere Wahrheit       | Pilgrim Rick                          | 22. Nov. 2016        | 4. Juli 2017                           | Sarah Pia Anderson         | Isaac Aptaker & Elizabeth Berger               | 9,00 Mio.       |
| 9          | 9         | Der Trip               | The Trip                              | 29. Nov. 2016        | 11. Juli 2017                          | Uta Briesewitz             | Vera Herbert                                   | 10,53 Mio.      |
| 10         | 10        | Ein besonderer Tag     | Last Christmas                        | 6. Dez. 2016         | 18. Juli 2017                          | Helen Hunt                 | Donald Todd                                    | 10,95 Mio.      |
| 11         | 11        | Herzensangelegenheiten | The Right Thing To Do                 | 10. Jan. 2017        | 25. Juli 2017                          | Timothy Busfield           | Aurin Squire                                   | 10,48 Mio.      |
| 12         | 12        | Veränderungen          | The Big Day                           | 17. Jan. 2017        | 1. Aug. 2017                           | Ken Olin                   | Dan Fogelman & Laura Kenar                     | 9,59 Mio.       |
| 13         | 13        | Drei Sätze             | Three Sentences                       | 24. Jan. 2017        | 8. Aug. 2017                           | Chris Koch                 | Joe Lawson & Bekah Brunstetter                 | 9,63 Mio.       |
| 14         | 14        | Überraschungen         | I Call Marriage                       | 7. Feb. 2017         | 8. Aug. 2017                           | George Tillman Jr.         | Kay Oyegun                                     | 9,57 Mio.       |
| 15         | 15        | Untiefen               | Jack Pearson’s Son                    | 14. Feb. 2017        | 15. Aug. 2017                          | Ken Olin                   | Isaac Aptaker & Elizabeth Berger               | 9,03 Mio.       |
| 16         | 16        | Die Rückkehr           | Memphis                               | 21. Feb. 2017        | 15. Aug. 2017                          | John Requa & Glenn Ficarra | Dan Fogelman                                   | 9,35 Mio.       |
| 17         | 17        | Eine zweite Chance     | What Now?                             | 7. März 2017         | 22. Aug. 2017                          | Wendey Stanzler            | K.J. Steinberg & Vera Herbert                  | 11,15 Mio.      |
| 18         | 18        | Volltreffer            | Moonshadow                            | 14. März 2017        | 22. Aug. 2017                          | Ken Olin                   | Dan Fogelman, Isaac Aptaker & Elizabeth Berger | 12,84 Mio.      |

## Staffel 2
| Nr. (ges.) | Nr. (St.) | Deutscher Titel            | Originaltitel                     | Erstausstrahlung USA | Deutschsprachige Erstausstrahlung (CH) | Regie                      | Drehbuch                                 | Zuschauer (USA) |
| ---------- | --------- | -------------------------- | --------------------------------- | -------------------- | -------------------------------------- | -------------------------- | ---------------------------------------- | --------------- |
| 19         | 1         | Der Ratschlag eines Vaters | A Father’s Advice                 | 26. Sep. 2017        | 30. Jan. 2018                          | Ken Olin                   | Dan Fogelman                             | 12,94 Mio.      |
| 20         | 2         | Die Manny Show             | A Many-Splendored Thing           | 3. Okt. 2017         | 6. Feb. 2018                           | John Fortenberry           | Dan Fogelman & Bekah Brunstetter         | 11,06 Mio.      |
| 21         | 3         | Déjà vu                    | Highs and Lows                    | 10. Okt. 2017        | 16. Mai 2018                           | John Requa & Glenn Ficarra | Isaac Aptaker & Elizabeth Berger         | 11,02 Mio.      |
| 22         | 4         | Es ist noch da             | Still There                       | 17. Okt. 2017        | 16. Mai 2018                           | Ken Olin                   | Vera Herbert                             | 10,65 Mio.      |
| 23         | 5         | Brüder                     | Brothers                          | 24. Okt. 2017        | 23. Mai 2018                           | John Requa & Glenn Ficarra | Tyler Bensinger                          | 10,60 Mio.      |
| 24         | 6         | In den Zwanzigern          | The 20’s                          | 31. Okt. 2017        | 23. Mai 2018                           | Regina King                | Don Roos                                 | 8,43 Mio.       |
| 25         | 7         | Enttäuschungen             | The Most Disappointed Man         | 7. Nov. 2017         | 30. Mai 2018                           | Chris Koch                 | Kay Oyegun                               | 9,89 Mio.       |
| 26         | 8         | Die Nummer Eins            | Number One                        | 14. Nov. 2017        | 30. Mai 2018                           | Ken Olin                   | K.J. Steinberg                           | 10,05 Mio.      |
| 27         | 9         | Die Nummer Zwei            | Number Two                        | 21. Nov. 2017        | 6. Juni 2018                           | Ken Olin                   | K.J. Steinberg & Shukree Hassan Tilghman | 9,34 Mio.       |
| 28         | 10        | Die Nummer Drei            | Number Three                      | 28. Nov. 2017        | 6. Juni 2018                           | Ken Olin                   | Shukree Hassan Tilghman                  | 10,94 Mio.      |
| 29         | 11        | Das fünfte Rad             | The Fifth Wheel                   | 9. Jan. 2018         | 13. Juni 2018                          | Chris Koch                 | Vera Herbert                             | 9,65 Mio.       |
| 30         | 12        | Clooney                    | Clooney                           | 16. Jan. 2018        | 13. Juni 2018                          | Zetna Fuentes              | Bekah Brunstetter                        | 9,82 Mio.       |
| 31         | 13        | Der Tag wird kommen        | That’ll Be The Day                | 23. Jan. 2018        | 20. Juni 2018                          | Uta Briesewitz             | Kay Oyegun & Don Roos                    | 9,37 Mio.       |
| 32         | 14        | Einmal im Jahr             | Super Bowl Sunday                 | 4. Feb. 2018         | 20. Juni 2018                          | John Requa & Glenn Ficarra | Dan Fogelman                             | 26,97 Mio.      |
| 33         | 15        | Ich kann es sehen          | The Car                           | 6. Feb. 2018         | 27. Juni 2018                          | Ken Olin                   | Isaac Aptaker & Elizabeth Berger         | 10,13 Mio.      |
| 34         | 16        | Las Vegas, Baby            | Vegas, Baby                       | 27. Feb. 2018        | 27. Juni 2018                          | Joanna Kerns               | Laura Kenar                              | 9,74 Mio.       |
| 35         | 17        | Ich bin so müde            | This Big, Amazing, Beautiful Life | 6. März 2018         | 4. Juli 2018                           | Rebecca Asher              | Kay Oyegun                               | 8,90 Mio.       |
| 36         | 18        | Die Hochzeit               | The Wedding                       | 13. März 2018        | 4. Juli 2018                           | Ken Olin                   | Isaac Aptaker & Elizabeth Berger         | 10,94 Mio.      |

## Staffel 3
| Nr. (ges.) | Nr. (St.) | Deutscher Titel        | Originaltitel                             | Erstausstrahlung USA | Deutschsprachige Erstausstrahlung (CH) | Regie               | Drehbuch                                       | Zuschauer (USA) |
| ---------- | --------- | ---------------------- | ----------------------------------------- | -------------------- | -------------------------------------- | ------------------- | ---------------------------------------------- | --------------- |
| 37         | 1         | Neun Dollar            | Nine Bucks                                | 25. Sep. 2018        | 24. März 2019                          | Ken Olin            | Dan Fogelman, Isaac Aptaker & Elizabeth Berger | 10,54 Mio.      |
| 38         | 2         | Leben in Philadelphia  | A Philadelphia Story                      | 2. Okt. 2018         | 24. März 2019                          | Chris Koch          | Kay Oyegun                                     | 8,87 Mio.       |
| 39         | 3         | Katie Katie Katie      | Katie Girls                               | 9. Okt. 2018         | 31. März 2019                          | Rebecca Asher       | Julia Brownell                                 | 8,91 Mio.       |
| 40         | 4         | Sonntagskind           | Vietnam                                   | 16. Okt. 2018        | 31. März 2019                          | Ken Olin            | Dan Fogelman & Tim O’Brien                     | 8,92 Mio.       |
| 41         | 5         | Toby                   | Toby                                      | 23. Okt. 2018        | 7. Apr. 2019                           | Chris Koch          | K. J. Steinberg                                | 8,53 Mio.       |
| 42         | 6         | Kamsahamnida           | Kamsahamnida                              | 30. Okt. 2018        | 7. Apr. 2019                           | John Fortenberry    | Vera Herbert                                   | 8,88 Mio.       |
| 43         | 7         | Manchmal               | Sometimes                                 | 13. Nov. 2018        | 14. Apr. 2019                          | Ken Olin            | Bekah Brunstetter                              | 8,47 Mio.       |
| 44         | 8         | Feiertagssituationen   | Six Thanksgivings                         | 20. Nov. 2018        | 14. Apr. 2019                          | Catherine Hardwicke | Kevin Falls                                    | 7,91 Mio.       |
| 45         | 9         | Anfang oder Ende       | The Beginning Is the End Is the Beginning | 27. Nov. 2018        | 21. Apr. 2019                          | Ken Olin            | Shukree Hassan Tilghman                        | 8,98 Mio.       |
| 46         | 10        | Sieben lange Wochen    | The Last Seven Weeks                      | 15. Jan. 2019        | 21. Apr. 2019                          | Roxann Dawson       | Laura Kenar                                    | 7,74 Mio.       |
| 47         | 11        | Songbird Road – Teil 1 | Songbird Road: Part One                   | 22. Jan. 2019        | 28. Apr. 2019                          | Chris Koch          | Kevin Falls & Tim O’Brien                      | 8,22 Mio.       |
| 48         | 12        | Songbird Road – Teil 2 | Songbird Road: Part Two                   | 12. Feb. 2019        | 28. Apr. 2019                          | Ken Olin            | Julia Brownell                                 | 7,40 Mio.       |
| 49         | 13        | Bethany Clarke         | Our Little Island Girl                    | 19. Feb. 2019        | 5. Mai 2019                            | Anne Fletcher       | Eboni Freeman                                  | 7,55 Mio.       |
| 50         | 14        | Der Abschluss          | The Graduates                             | 5. März 2019         | 5. Mai 2019                            | Sarah Boyd          | K.J. Steinberg & Danielle Bauman               | 7,82 Mio.       |
| 51         | 15        | Der Warteraum          | The Waiting Room                          | 12. März 2019        | 12. Mai 2019                           | Kevin Hooks         | Bekah Brunstetter                              | 7,74 Mio.       |
| 52         | 16        | Beziehungsfragen       | Don’t Take My Sunshine Away               | 19. März 2019        | 12. Mai 2019                           | George Tillman Jr.  | Vera Herbert                                   | 7,64 Mio.       |
| 53         | 17        | Die Zerreißprobe       | R & B                                     | 26. März 2019        | 19. Mai 2019                           | Kevin Hooks         | Kay Oyegun                                     | 7,63 Mio.       |
| 54         | 18        | Rebecca                | Her                                       | 2. Apr. 2019         | 19. Mai 2019                           | Ken Olin            | Isaac Aptaker & Elizabeth Berger               | 8,22 Mio.       |

## Staffel 4
Die vierte Staffel wurde erstmals auf MagentaTV, im iTunes- sowie Microsoft-Store mit deutscher Synchronisation angeboten – noch vor der angekündigten Ausstrahlung auf dem Disney Channel.
| Nr. (ges.) | Nr. (St.) | Deutscher Titel               | Originaltitel                | Erstausstrahlung USA | Deutschsprachige Erstveröffentlichung (D) | Regie               | Drehbuch                         | Zuschauer (USA) |
| ---------- | --------- | ----------------------------- | ---------------------------- | -------------------- | ----------------------------------------- | ------------------- | -------------------------------- | --------------- |
| 55         | 1         | Fremde                        | Strangers                    | 24. Sep. 2019        | 23. Feb. 2021                             | Ken Olin            | Dan Fogelman                     | 7,88 Mio.       |
| 56         | 2         | Letzter Ferientag             | The Pool: Part Two           | 1. Okt. 2019         | 23. Feb. 2021                             | Chris Koch          | Isaac Aptaker & Elizabeth Berger | 7,44 Mio.       |
| 57         | 3         | Aus den Angeln gehoben        | Unhinged                     | 8. Okt. 2019         | 23. Feb. 2021                             | Anne Fletcher       | Vera Herbert                     | 7,25 Mio.       |
| 58         | 4         | Wirf eine Münze               | Flip a Coin                  | 15. Okt. 2019        | 23. Feb. 2021                             | Chris Koch          | Julia Brownell                   | 6,72 Mio.       |
| 59         | 5         | Bilderbuchliebe               | Storybook Love               | 22. Okt. 2019        | 23. Feb. 2021                             | Milo Ventimiglia    | Casey Johnson & David Windsor    | 7,06 Mio.       |
| 60         | 6         | Der Club                      | The Club                     | 29. Okt. 2019        | 23. Feb. 2021                             | Jessica Yu          | Kevin Falls                      | 6,78 Mio.       |
| 61         | 7         | Das Dinner und das Date       | The Dinner and the Date      | 5. Nov. 2019         | 23. Feb. 2021                             | Ken Olin            | Kay Oyegun                       | 6,72 Mio.       |
| 62         | 8         | Tut mir leid                  | Sorry                        | 12. Nov. 2019        | 23. Feb. 2021                             | Rebecca Asher       | Elan Mastai                      | 7,10 Mio.       |
| 63         | 9         | So Long, Marianne             | So Long, Marianne            | 19. Nov. 2019        | 23. Feb. 2021                             | Ken Olin            | K.J. Steinberg                   | 7,30 Mio.       |
| 64         | 10        | Licht und Schatten            | Light and Shadows            | 14. Jan. 2020        | 23. Feb. 2021                             | Yasu Tanida         | Eboni Freeman                    | 6,71 Mio.       |
| 65         | 11        | Eine verrückte Woche – Teil 1 | A Hell of a Week: Part One   | 21. Jan. 2020        | 23. Feb. 2021                             | Kevin Hooks         | Jon Dorsey                       | 6,59 Mio.       |
| 66         | 12        | Eine verrückte Woche – Teil 2 | A Hell of a Week: Part Two   | 28. Jan. 2020        | 23. Feb. 2021                             | Kevin Hooks         | Danielle Bauman                  | 6,42 Mio.       |
| 67         | 13        | Eine verrückte Woche – Teil 3 | A Hell of a Week: Part Three | 11. Feb. 2020        | 23. Feb. 2021                             | Justin Hartley      | Laura Kenar                      | 6,40 Mio.       |
| 68         | 14        | Die Blockhütte                | The Cabin                    | 18. Feb. 2020        | 23. Feb. 2021                             | Catherine Hardwicke | Isaac Aptaker & Elizabeth Berger | 6,46 Mio.       |
| 69         | 15        | Clouds                        | Clouds                       | 25. Feb. 2020        | 23. Feb. 2021                             | Sarah Boyd          | Kevin Falls & Jonny Gomez        | 6,98 Mio.       |
| 70         | 16        | New York, New York, New York  | New York, New York, New York | 10. März 2020        | 23. Feb. 2021                             | Ken Olin            | Julia Brownell                   | 5,62 Mio.       |
| 71         | 17        | Nach dem Feuer                | After the Fire               | 17. März 2020        | 23. Feb. 2021                             | Roxann Dawson       | Vera Herbert & Kay Oyegun        | 7,07 Mio.       |
| 72         | 18        | Fremde – Teil 2               | Strangers: Part Two          | 24. März 2020        | 23. Feb. 2021                             | Ken Olin            | Dan Fogelman                     | 7,96 Mio.       |

## Staffel 5
| Nr. (ges.) | Nr. (St.) | Deutscher Titel       | Originaltitel            | Erstausstrahlung USA | Deutschsprachige Erstveröffentlichung (D) | Regie                 | Drehbuch                                 | Zuschauer (USA) |
| ---------- | --------- | --------------------- | ------------------------ | -------------------- | ----------------------------------------- | --------------------- | ---------------------------------------- | --------------- |
| 73         | 1         | Vierzig: Erster Teil  | Forty: Part One          | 27. Okt. 2020        | 6. Sep. 2021                              | Ken Olin              | Dan Fogelman, Kay Oyegun & Jake Schnesel | 7,30 Mio.       |
| 74         | 2         | Vierzig: Zweiter Teil | Forty: Part Two          | 27. Okt. 2020        | 6. Sep. 2021                              | Ken Olin              | Dan Fogelman, Kay Oyegun & Jake Schnesel | 7,30 Mio.       |
| 75         | 3         | Veränderungen         | Changes                  | 10. Nov. 2020        | 6. Sep. 2021                              | Anne Fletcher         | Kevin Falls                              | 6,85 Mio.       |
| 76         | 4         | Ehrlich               | Honestly                 | 17. Nov. 2020        | 6. Sep. 2021                              | Ken Olin              | Elan Mastai                              | 6,57 Mio.       |
| 77         | 5         | Ein langer Heimweg    | A Long Road Home         | 5. Jan. 2021         | 6. Sep. 2021                              | Anne Fletcher         | K.J. Steinberg                           | 5,20 Mio.       |
| 78         | 6         | Leibliche Mutter      | Birth Mother             | 12. Jan. 2021        | 6. Sep. 2021                              | Kay Oyegun            | Eboni Freeman & Kay Oyegun               | 5,45 Mio.       |
| 79         | 7         | Da sein               | There                    | 9. Feb. 2021         | 6. Sep. 2021                              | Kevin Rodney Sullivan | Isaac Aptaker & Elizabeth Berger         | 5,12 Mio.       |
| 80         | 8         | Im Raum               | In the Room              | 16. Feb. 2021        | 6. Sep. 2021                              | Ken Olin              | Vera Herbert                             | 5,76 Mio.       |
| 81         | 9         | Die Fahrt             | The Ride                 | 23. Feb. 2021        | 6. Sep. 2021                              | Jon Huertas           | Julia Brownell                           | 5,10 Mio.       |
| 82         | 10        | Ich schaffe das       | I’ve Got This            | 16. März 2021        | 6. Sep. 2021                              | Ken Olin              | Casey Johnson & David Windsor            | 5,00 Mio.       |
| 83         | 11        | Ein kleiner Schritt   | One Small Step…          | 13. März 2021        | 6. Sep. 2021                              | Yasu Tanida           | Laura Kenar                              | 5,15 Mio.       |
| 84         | 12        | Beides kann wahr sein | Both Things Can Be True  | 6. Apr. 2021         | 6. Sep. 2021                              | Chris Koch            | Danielle Bauman                          | 4,53 Mio.       |
| 85         | 13        | Bruderliebe           | Brotherly Love           | 13. Apr. 2021        | 6. Sep. 2021                              | Kay Oyegun            | Jon Dorsey                               | 4,81 Mio.       |
| 86         | 14        | Musik und Spiegel     | The Music and the Mirror | 11. Mai 2021         | 6. Sep. 2021                              | Jonny Gomez           | Jessica Yu                               | 5,08 Mio.       |
| 87         | 15        | Jerry 2.0             | Jerry 2.0                | 18. Mai 2021         | 6. Sep. 2021                              | Milo Ventimiglia      | Isaac Aptaker & Elizabeth Berger         | 4,90 Mio.       |
| 88         | 16        | Gartenstühle          | The Adirondacks          | 25. Mai 2021         | 6. Sep. 2021                              | Ken Olin              | Dan Fogelman                             | 5,14 Mio.       |

## Staffel 6
| Nr. (ges.) | Nr. (St.) | Deutscher Titel                    | Originaltitel                    | Erstausstrahlung USA | Deutschsprachige Erstveröffentlichung (D) | Regie            | Drehbuch                                    | Zuschauer (USA) |
| ---------- | --------- | ---------------------------------- | -------------------------------- | -------------------- | ----------------------------------------- | ---------------- | ------------------------------------------- | --------------- |
| 89         | 1         | Der Herausforderer                 | The Challenger                   | 4. Jan. 2022         | 1. Juni 2022                              | Ken Olin         | Dan Fogelman                                | 5,46 Mio.       |
| 90         | 2         | Turteltauben                       | One Giant Leap                   | 11. Jan. 2022        | 8. Juni 2022                              | Kay Oyegun       | Kevin Falls                                 | 5,01 Mio.       |
| 91         | 3         | Vier Väter                         | Four Fathers                     | 18. Jan. 2022        | 15. Juni 2022                             | Jon Huertas      | Casey Johnson & David Windsor               | 4,91 Mio.       |
| 92         | 4         | Ich halte dich nicht auf           | Don’t Let Me Keep You            | 25. Jan. 2022        | 22. Juni 2022                             | Jessica Yu       | Elan Mastai                                 | 4,76 Mio.       |
| 93         | 5         | Leib und Seele                     | Heart and Soul                   | 1. Feb. 2022         | 29. Juni 2022                             | Chris Sullivan   | Julia Brownell                              | 4,54 Mio.       |
| 94         | 6         | Unser kleines Inselmädchen: Teil 2 | Our Little Island Girl: Part Two | 22. Feb. 2022        | 6. Juli 2022                              | Kevin Hooks      | Susan Kelechi Watson & Eboni Freeman        | 4,39 Mio.       |
| 95         | 7         | Tabu                               | Taboo                            | 8. März 2022         | 13. Juli 2022                             | Glenn Steelman   | Laura Kenar                                 | 4,24 Mio.       |
| 96         | 8         | Der Mann mit der Gitarre           | The Guitar Man                   | 15. März 2022        | 20. Juli 2022                             | Milo Ventimiglia | Kevin Falls & Jake Schnesel                 | 4,18 Mio.       |
| 97         | 9         | Der Hügel                          | The Hill                         | 22. März 2022        | 27. Juli 2022                             | Mandy Moore      | Casey Johnson, David Windsor & Chrissy Metz | 4,45 Mio.       |
| 98         | 10        | Jede Vision von dir                | Every Version of You             | 29. März 2022        | 3. Aug. 2022                              | Justin Hartley   | Kay Oyegun                                  | 4,21 Mio.       |
| 99         | 11        | Samstag im Park                    | Saturday in the Park             | 5. Apr. 2022         | 10. Aug. 2022                             | Chris Koch       | K.J. Steinberg                              | 4,74 Mio.       |
| 100        | 12        | Katoby                             | Katoby                           | 12. Apr. 2022        | 17. Aug. 2022                             | Ken Olin         | Isaac Aptaker & Elizabeth Berger            | 4,56 Mio.       |
| 101        | 13        | Der Tag der Hochzeit               | Day of the Wedding               | 19. Apr. 2022        | 24. Aug. 2022                             | James Takata     | Jon Dorsey                                  | 5,09 Mio.       |
| 102        | 14        | In der Nacht vor der Hochzeit      | The Night Before the Wedding     | 26. Apr. 2022        | 31. Aug. 2022                             | Yasu Tanida      | Danielle Bauman                             | 4,93 Mio.       |
| 103        | 15        | Miguel                             | Miguel                           | 3. Mai 2022          | 7. Sep. 2022                              | Zetna Fuentes    | Jonny Gomez                                 | 4,67 Mio.       |
| 104        | 16        | Familientreffen                    | Family Meeting                   | 10. Mai 2022         | 14. Sep. 2022                             | Chris Koch       | Isaac Aptaker & Elizabeth Berger            | 4,80 Mio.       |
| 105        | 17        | Der Zug                            | The Train                        | 17. Mai 2022         | 21. Sep. 2022                             | Ken Olin         | Dan Fogelman                                | 5,32 Mio.       |
| 106        | 18        | Wir                                | Us                               | 24. Mai 2022         | 28. Sep. 2022                             | Ken Olin         | Dan Fogelman                                | 6,37 Mio.       |